# بود لونش
بود لونش هو صحفي رياضي كندي، ولد في 7 أغسطس 1917 في وندسور في كندا، وتوفي في 9 أكتوبر 2012 في ديربورن في الولايات المتحدة.